# Corynoptera elegans
Corynoptera elegans là một loài ruồi nấm cánh màu tối đen, thuộc chi Corynoptera, được tìm thấy ở tỉnh Buenos Aires của Argentina.